# Boldog Josepha Hendrina Stenmanns
Boldog Josepha Hendrina Stenmanns SSpS (Issum, 1852. május 28. – Steyl, 1903. május 20.) boldoggá avatott római katolikus apáca a Szentlélek Szolgálói Missziós Nővérek társalapítója.

## Élete
Hendrina Stenmanns, a későbbi Josepha anya 1852. május 28-án született egy hétgyermekes családban, első gyermekként. Már gyermekkorában segédkezett a  szegények és betegek segítésében. 1871-ben tizenkilenc évesen csatlakozott a ferences harmadrendhez. Noha vágyódott a szerzetesi életre, de családi kötelezettségek miatt erre nem volt lehetősége. A várakozás évei alatt anyagilag támogatott egy szabótanoncot, a steyli missziósházba akart jelentkezni. Ekkor ismerkedett meg Szent Arnold Janssennel. Ekkor költözik Steylbe, ahol az első időkben Boldog Helena Maria Stollenwerkhez hasonlóan missziósház konyhájában dolgozott. Amikor 1898-ban Janssen megalapítja a Szentlélek Szolgálói Missziós Nővérek közösségét ott Boldog Helena Maria Stollenwerkkel együtt az új rend társalapítója lett. 1901. december 8-án tett örök fogadalmat. Bár szeretett volna misszióba menni, de erre nem volt lehetősége. 1903. május 20-án tüdőbetegségben hunyt el.
Boldoggá avatási eljárása nem sokkal később elindult, de a boldoggá avatáshoz szükséges csodát csak 1985-ben igazolták, amikor egy brazil végstádiumú végbélrákos férfi orvosilag nem igazolható módon meggyógyult, az ő közbenjárására. XVI. Benedek pápa 2008-ban avatta boldoggá.